# 금정초등학교 (부산)
금정초등학교(金井初等學校)는 대한민국 부산광역시 금정구 장전동에 있는 공립 초등학교이다.

## 학교 연혁
- 1947년 6월 30일: 금정초등학교 설립 인가, 초대 곽종기 교장 취임
- 1947년 7월 1일: 개교

## 참고 문헌
- 금정초등학교 - 한국교육학술정보원 학교알리미

## 같이 보기
- 금정초등학교 축구단